# 國家圖書館南部分館暨國家聯合典藏中心
國家圖書館南部分館暨國家聯合典藏中心，簡稱國圖南館，是位於臺灣臺南市新營區的興建中圖書館，為中華民國國家圖書館在臺北以外的第一間分館。由義大利建築師卡爾洛·拉蒂與九典聯合建築師事務所設計，提供圖書資訊專業發展基地、圖書館服務創新育成中心、圖書文獻保存及修復實驗中心、本土兒童及青少年文學史料中心等四項服務。緊鄰南館的國家典藏中心也將設有自動典藏庫、聯合典藏館及數位資源保存中心，建置全國規模最大的自動化倉儲系統及倉儲書架，除豐富臺灣南部的圖書資源，滿足圖書資訊需求外，更能促使南部學術研究與國際趨勢接軌。
國圖南館總樓地板面積為51,095平方公尺，於2022年7月7日正式決標、7月15日簽約、9月5日動工，預定2025年完工啟用，將成為臺灣南部最大的圖書館，以及臺灣第三大圖書館，僅次於國家圖書館總館及國立臺灣圖書館。

## 計畫緣起
2008年，國家圖書館館長黃寬重表示：「臺灣在過去50年的圖書館發展歷程當中，重北輕南，重大學（圖書館）而輕公共圖書館，造成北中南三大都會區圖書館事業無法均衡發展。」他說，北台灣已有國家圖書館、國立臺灣圖書館及臺北市立圖書館等大型公共圖書館系統坐鎮，再加上專門圖書館、大學圖書館等匯集，現為全台圖書資源最豐富的地區。相較之下中台灣則有正在如火如荼擴建中的國立公共資訊圖書館壓陣；而南臺灣的國家圖書館不但仍在籌劃階段，其現有的圖書館體系，在館藏及主題上都有相當大的改革空間，急待中央政府的資源投資。

## 歷史

### 2002年至2017年
- 2002年11月，南台灣八縣市首長共同提案，建議國家圖書館於南部設立分館。行政院將國家圖書館南部分館列為中央政府既定政策，指示參考國立故宮博物院南部院區方式規劃南部分館[11]。地方遂在2002至2007年展開一系列的籌備會議。[12][13]

- 2007年，國家圖書館南部分館籌備處正式揭牌成立。[12][13]

民主進步黨主席蔡英文、立法委員陳亭妃等宣稱，2008年政黨輪替後，馬英九政府開始不斷的請國家圖書館考量南部分館的關連性、必要性、圖書功能、風險分析及財務計畫等等，是故國圖南館曾一度因而沈寂。
- 2017年2月14日，因2016年再度政黨輪替後，國圖南館計畫重新啟動，時任行政院院長林全視察國家圖書館南部分館預定地時表示，希望藉由興建國圖南部分館，讓台灣的閱讀資源獲得更好的分配。林全也期待國圖南部分館暨聯合典藏中心引進最新科技，做好數位典藏、數位化服務等工作，並建構完善設施，營造良好閱讀氣氛，讓民眾樂於前來。[16][4][17]

- 2017年12月18日，教育部及國家圖書館提送「國家圖書館南部分館暨聯合典藏中心建設計畫」已奉行政院核定，建設期程自2018年至2021年，並將自2018年元月起陸續啟動各項籌建工作，未來將使國家圖書館的功能及服務延伸至南部，滿足南部民眾閱讀及公共圖書館的典藏需求。

### 2018年
- 8月30日，國家圖書館南部分館暨國家聯合典藏中心競圖結果揭曉，九典聯合建築師事務所以「小鎮大圖」理念獲得全數評選委員青睞。未來九典聯合建築師事務所將與美國麻省理工學院可感城市實驗室主持人、同時在義大利合夥主持國際設計和創新工作室的Carlo Ratti合作，打造國圖首座分館及國家聯合典藏中心。
- 9月14日，國家圖書館南部分館及國家聯合典藏中心競圖評選頒獎典禮及簽約儀式在國家圖書館總館舉行，由國家圖書館館長曾淑賢與九典聯合建築師事務所正式簽約。
- 10月17日，國家圖書館於臺南市立新營文化中心舉行「國圖南館模型第二階段公開展覽」記者會。
- 11月13日，國家圖書館舉行「國家圖書館南部分館暨國家聯合典藏中心新建工程」奠基典禮。
- 12月20日，基本設計圖文資料第2次審查會議。

### 2019年
- 4月9日，細部設計書圖資料第1次審查會議。
- 4月30日，細部設計需求第2次討論會議。
- 5月10日，細部設計書圖資料第2次審查會議。
- 5月22日，國家圖書館南部分館暨國家聯合典藏中心新建工程基本設計，已完成設計構想與基準、重要課題與對策、設計發展過程、材料耐久性評估、土石方處理規劃、節能減碳作為、高齡、幼童及身心障礙者友善環境營造等項目，並於5月22日由行政院公共工程委員會審議通過。
- 5月27日，細部設計圖文資料專業分組（結構及機電部分）審查會議。

### 2021年
- 4月30日，國家圖書館南部分館暨國家聯合典藏中心新建工程重新招標[18]。
- 10月13日，國家圖書館修正建設計畫，全案已獲行政院核准，經費調整增加3.44億元[19]。

### 2022年
- 1月12日，國家圖書館報請教育部同意採購經費調增2億元及修正招標文件後再次辦理招標作業。調整後國圖南館建築工程經費增加至30.43億元。
- 3月25日，國家圖書館報請教育部同意採購經費調增1億元及修正招標文件後再次辦理招標作業。調整後國圖南館建築工程經費增加至31.6億元。
- 7月7日，國家圖書館發布新聞稿指出，國家圖書館南部分館暨聯合典藏中心新建工程已完成評選決標作業，由宏昇營造得標，這是政府推動全國性大型公共建設的一大步。國圖南館新建工程採購案經費調增至34億，全案總經費共51.81億元，7月15日簽約，9月5日動工，預定2025年完工開幕。

### 2024年
- 4月18日，國家圖書館南部分館暨國家聯合典藏中心舉行上梁典禮[20]。

## 得獎殊榮
- 英国World Architecture Festival世界建築獎文化類（未完工作品）入圍[21]

## 交通方式
基地位於新營都市計畫範圍外圍北側，距離台1線2.4公里（5分鐘車程）、新營交流道3公里（6分鐘車程）、臺鐵新營車站3公里（10分鐘車程）、高鐵嘉義站26公里（25分鐘車程）。
目前大臺南公車有棕2線及棕3線每天各4班計8班往返新營車站及鹽水，途經新營體育場及新營轉運站；另有棕3-1線每天3班往返新營車站及鐵線里，途經新營體育場及新營轉運站。從新營車站或新營轉運站搭公車至基地（新營體育場對面）在10分鐘以內即可到達，交通尚屬便利。臺南市政府交通局表示，未來建設完成後，可協調客運公司增加班次。

## 建築模型

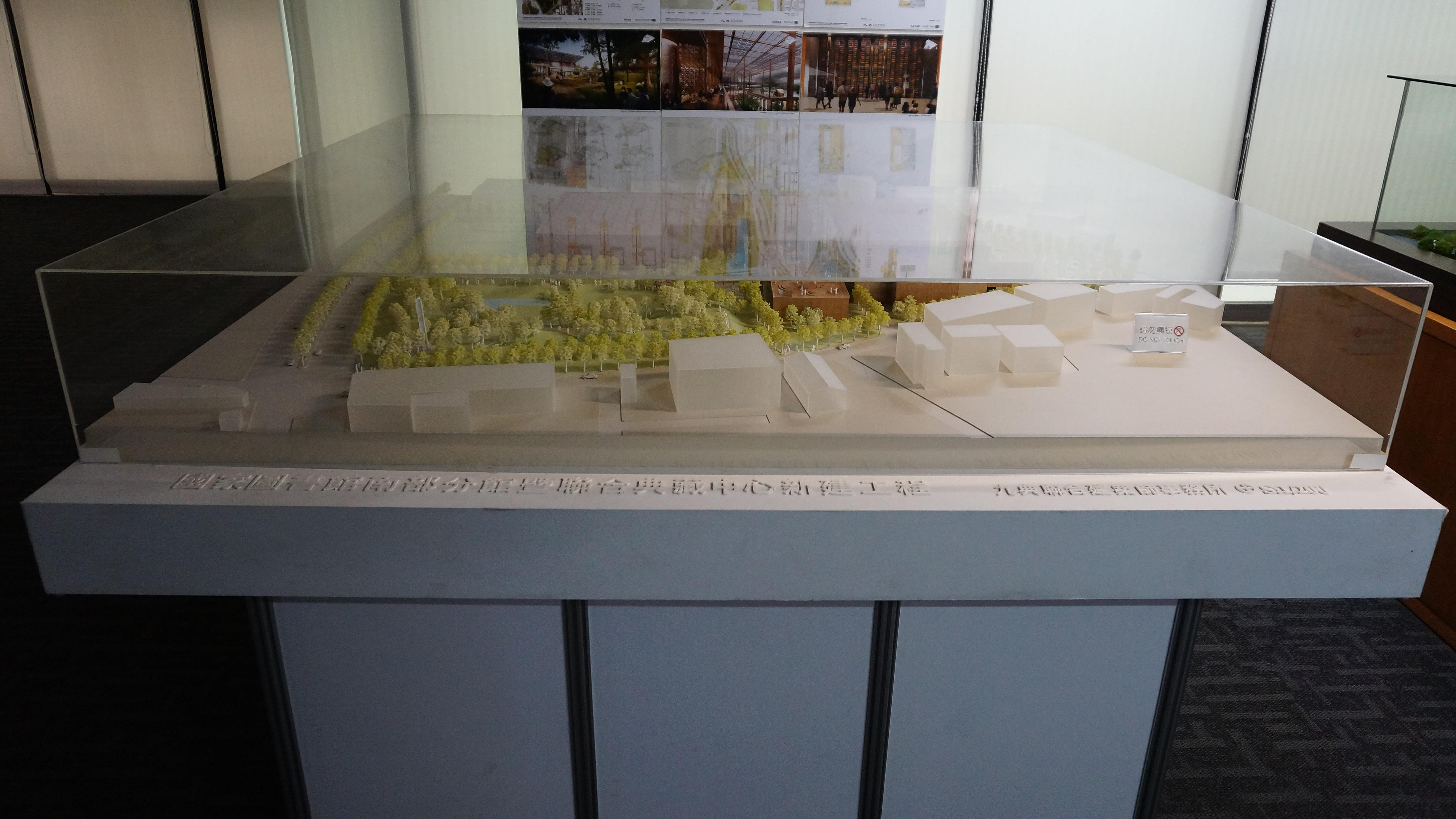
模型前端
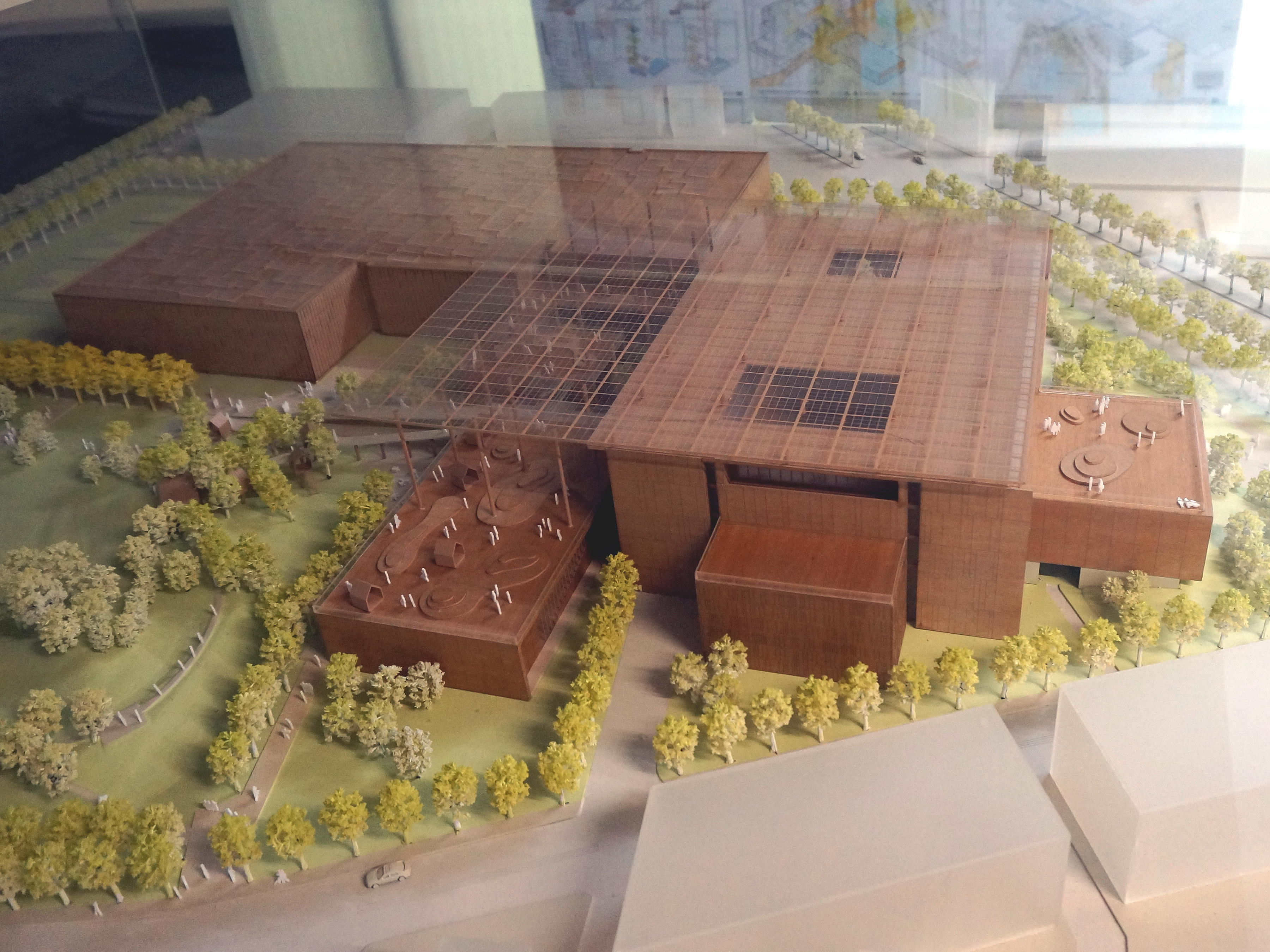
模型右前端
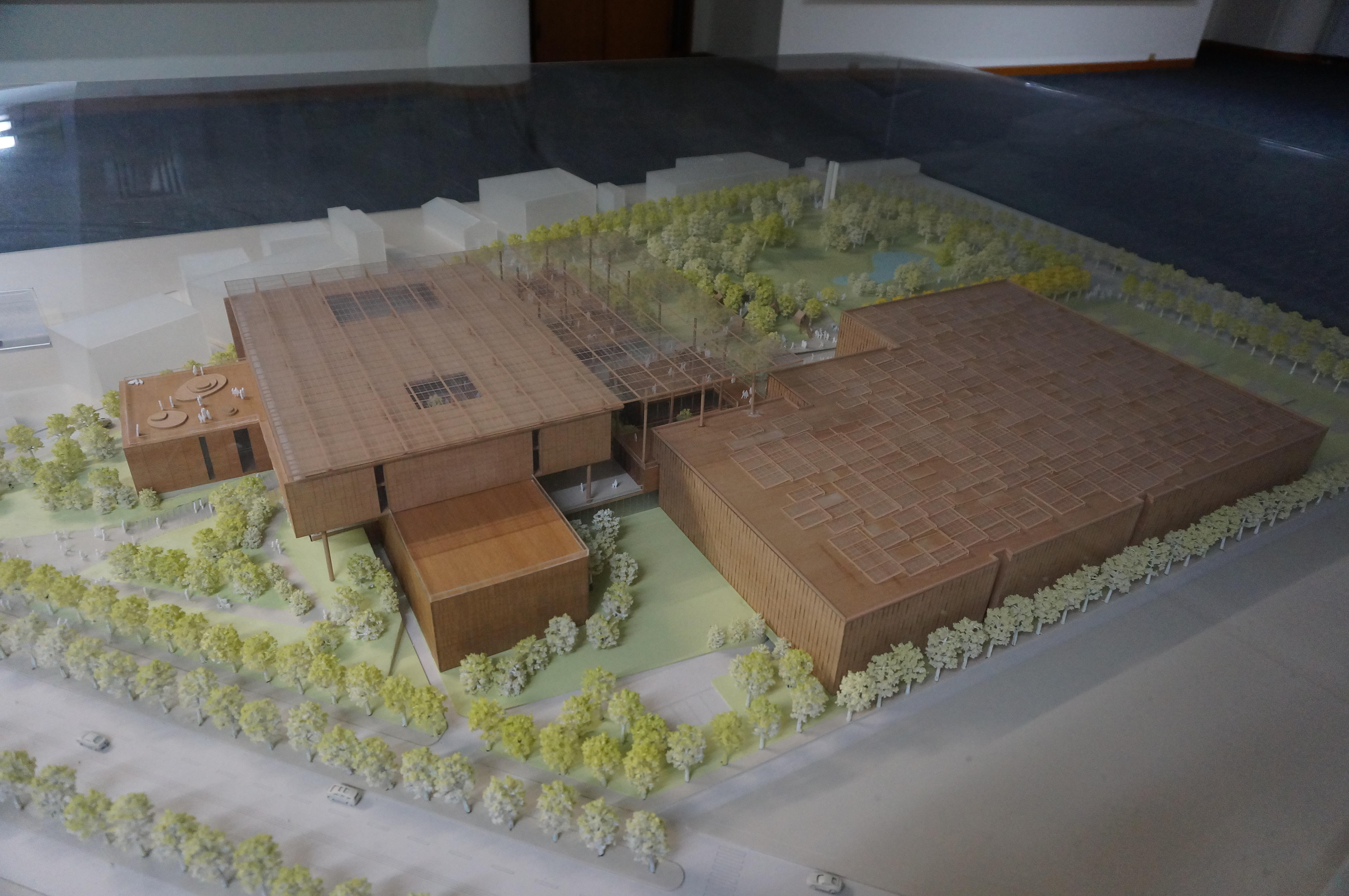
模型左後端

## 外部連結
- 國家圖書館南部分館暨聯合典藏中心新建工程資訊網